# 本迪土邦
本迪土邦，是英屬印度時期在拉賈斯坦(拉傑普特那)的土邦，首都是迪奧里，在1949年最後一位土邦拉者簽署協議加入印度。

## 歷史
本迪土邦建立在1342年，在1818年2月10日成為英國保護國，本迪土邦的最後一位拉者蘭吉特·辛格在1949年4月7日簽署協議進入印度聯邦。
王國統治者頭銜最初是拉奧，後來被莫臥兒皇帝授予拉者頭銜。

## 紋章
本迪土邦的盾牌紋章是從火焰中出現的戰士，據稱是來自拉傑普特人中乔汉氏族的誕生傳奇，盾牌中的牛是代表法和公義，而刀象徵他們是剎帝利。